# Juegos Deportivos Nacionales de Chile de 2015
Los Juegos Deportivos Nacionales de Chile de 2015 fue la segunda edición de estos juegos multidisciplinarios interregionales. Se disputaron entre el 4 y el 17 de octubre de 2015 nuevamente en la Región Metropolitana de Santiago y fue la primera versión que contó con Juegos Paranacionales.
Los deportes en competencia fueron atletismo, levantamiento de pesas, judo, gimnasia rítmica, básquetbol en silla de ruedas, atletismo paralímpico, taekwondo, karate, golbol, gimnasia artística, balonmano y tenis de mesa paralímpico.

## Recintos deportivos
Esta es una lista con los escenarios que se utilizaron para la realización de los juegos.
- Estadio Nacional Julio Martínez Pradanos
- Centro de Alto Rendimiento
- Centro de Entrenamiento Olímpico
- Centro Cultural y Deportivo Chimkowe
- Polideportivo Estadio Nacional
- CORDEP
- Estadio Mario Recordón

## Medallero
| Núm. | Región             | Oro | Plata | Bronce | Total |
| ---- | ------------------ | --- | ----- | ------ | ----- |
| 1    | Metropolitana      | 63  | 39    | 38     | 140   |
| 2    | Biobío             | 33  | 28    | 41     | 102   |
| 3    | Valparaíso         | 18  | 20    | 15     | 53    |
| 4    | Araucanía          | 14  | 14    | 21     | 49    |
| 5    | Maule              | 12  | 12    | 9      | 33    |
| 6    | Coquimbo           | 11  | 12    | 21     | 44    |
| 7    | Tarapacá           | 11  | 11    | 17     | 39    |
| 8    | Los Ríos           | 8   | 9     | 11     | 28    |
| 9    | O'Higgins          | 6   | 7     | 10     | 23    |
| 10   | Los Lagos          | 6   | 6     | 17     | 29    |
| 11   | Arica y Parinacota | 6   | 5     | 8      | 19    |
| 12   | Antofagasta        | 6   | 5     | 5      | 16    |
| 13   | Aysén              | 4   | 1     | 2      | 7     |
| 14   | Atacama            | 3   | 6     | 4      | 13    |
| 15   | Magallanes         | 2   | 5     | 7      | 14    |